# Сент Огастин Саут (Флорида)
Сент Огастин Саут (енгл. St. Augustine South) насељено је место без административног статуса у америчкој савезној држави Флорида.

## Демографија
По попису из 2010. године број становника је 4.998, што је 37 (-0,7%) становника мање него 2000. године.
| Група             | 2000.         | 2010.         |
| Белци             | 4.749 (94,3%) | 4.553 (91,1%) |
| Афроамериканци    | 48 (1,0%)     | 55 (1,1%)     |
| Азијати           | 56 (1,1%)     | 71 (1,4%)     |
| Хиспаноамериканци | 142 (2,8%)    | 216 (4,3%)    |
| Укупно            | 5.035         | 4.998         |